# 大河原眞美
大河原 眞美（おおかわら まみ、1954年 - ）は、日本の法言語学者。高崎経済大学名誉教授。前橋家庭裁判所調停委員、参与員。群馬県労働委員会公益委員、群馬県公文書管理委員会職務代理者、群馬県教育委員会点検・評価委員会委員長、はばたけ群馬県土整備プランファローアップ委員、群馬県カスタマーハラスメント防止対策有識者会議座長。軽井沢町自然保護審議会会長、軽井沢別荘団体連合会事務局、上智大学ソフィア会代議員・組織委員会委員、群馬ソフィア会副会長。
2016年に前橋家庭裁判所長賞受賞。 2020年に群馬県総合表彰（労働）受賞。2024年に東京高等裁判所長賞受賞。
2025年4月に瑞宝小綬章（労働行政功労・教育研究功労）受章。

## 人物
上智大学外国語学部英語学科卒業、ウィスコンシン大学マディソン校言語学修士、シドニー大学法言語学博士。
大学生の時のアメリカ研修中のフィラデルフィア郊外で18世紀の生活様式を堅持しているアーミッシュを目のあたりにし衝撃を受けた。これを契機にドイツ語と英語を併用しているアーミッシュの言語使用の実態に注目し社会言語学からのアーミッシュ研究を始めた。現地で言語調査するなかアーミッシュの馬車等の訴訟に遭遇し裁判に関心を持つようになり、法言語学の観点からも研究を行うことになった。社会言語学の確立に寄与したウィリアム・ラボフ（William Labov）の、別荘地の住民の別荘所有者や観光客に対する複雑な感情が英語の母音の変遷に表れていると論じた有名な論文があるが、この論文に登場するアメリカ屈指の高級別荘地のマーサーズ・ヴィニャード島に目が向き、現在では軽井沢町との比較研究を行っている。
アーミッシュ研究も裁判用語研究も、内からではなく外部からという視点で行っている。アーミッシュの代表的研究に、アメリカ学会の英文学会誌『The Japanese Journal of American Studies No.8』(1997)に掲載された「The Samuel D. Hochstetler Case (1948)」がある。アーミッシュ社会でアーミッシュ側の資料のみでアーミッシュの代表的な冤罪事件とされてきた事件を、捜査機関の資料を入手して冤罪ではなくアーミッシュの信仰をめぐる家族内の事件であるとしたため、アーミッシュやメノナイトの間で驚きを持たれている。裁判用語研究では、『裁判おもしろことば学』（大修館、2009年）がある。この本は、言語学者が国語系の出版社から法律用語について市民の目線から分析したというものである。
高崎経済大学地域政策学部の教員として、全国初の地域政策学部という特色を背景に、自治体の各種審議会に多数参画してきた。群馬県では、開発審査会委員（2003年～2012年）、私立学校審議会委員（2008年～2016年）、情報公開審議会会長（2007年～2011年）、労働委員会公益委員（2011年～現在）、教育委員会点検・評価委員会委員長（2019年～2024年）などを歴任し、これまでに20を超える県の審議会に携わっている。軽井沢町においても、まちづくり条例策定委員会副委員長（2005年～2008年）、まちづくり委員会委員（2008年～2012年）、自然保護審議会委員（2020年～、2024年より会長）など、計7つの審議会に関与している。

## 著書 ・翻訳
著書には、『アメリカ史のなかのアーミッシュ：成立の起源から「社会的忌避のをめぐる分裂中分立の歴史までー明石書店（2018年）、『法廷の中のアーミッシュ国家は法で闘い、アーミッシュは聖書で闘う』明石書店（2014年）、『みんなが知らない“裁判ギョーカイ”ウラ話』清流出版（2010年）、『裁判おもしろことば学』大修館（2009年）、『市民から見た裁判員裁判』明石書店（2008年）、『裁判からみたアメリカ社会』明石書店（1998年）がある。
翻訳は、『アメリカ・ロースクールの凋落』花伝社（2013年）（樋口和彦弁護士と共訳）、原著は、Failing Law Schools（Z.Tamanaha著）である。
プロジェクト関連の成果として、『景観法と地域政策を考える』勁草書房（2014年）がある。日弁連の裁判員制度実施本部法廷用語日常語化プロジェクトの関係では、『裁判員時代の法廷用語』（2008年）三省堂、『裁判員のための法廷用語ハンドブック』(2008)三省堂(共著)もある。
法言語学関連の論文として、「証人テスト」のあり方について言語学から検証した「A Presumption of Guilt Rather Than A Presumption of Innocence? Forensic Linguistic Analysis of A Japanese Criminal Case of Complicity in the Saiban-in Trial」『Yonsei Law Journal Vol.3 No.1, May 2012』がある。「証人テスト」は、証人尋問の前に、その証人を呼んだ検察官や弁護人が事件の事実を確かめるために行う打合せをことで、証人の緊張や記憶の曖昧さにより公判の進行が滞ることを防ぐための証人尋問の準備である。大河原は、ある傷害致死事件で、検察官の立証趣旨に沿った証言を証人に植え付けた可能性を言語運用から明らかにし、この分析は意見書として控訴審に提出した。この論文は、英語で書かれているが、短縮版であるが日本語で書いたものには、『法と言語』（くろしお出版、2012年）の第3章「裁判のことば」がある。裁判員裁判の評議の談話分析として、『The Oxford Handbook of Language and Law』(Oxford University Press, 2012年)に「Courtroom Discourse in Japan's New Judicial Order」もある。
『現代用語の基礎知識』（自由国民社）では、2010年版から2020年版まで「裁判と社会」を担当した。